# Fixationsdisparität
Fixationsdisparität ist ein von dem englischen Terminus fixation disparity übersetzter Begriff aus der Augenheilkunde. Er bezeichnet eine senso-motorische Störung des beidäugigen Sehens, die eine messbare Ungenauigkeit des Vergenzsystems darstellt. Hierbei treffen sich unter fusionaler Belastung, die bspw. durch das Vorhalten von Prismen ausgelöst wird, die Gesichtslinien beider Augen nicht mehr genau in  einem fixierten Objekt, sondern in geringem Abstand dahinter (Exodisparität) oder  davor (Esodisparität). In dieser Situation treten jedoch keine Doppelbilder auf, da sich der verschobene Kreuzungspunkt der Gesichtslinien noch innerhalb des Panum-Areals befindet. Im Gegensatz zur Bestimmung einer Heterophorie spielen zentrale Fusionsreize eine entscheidende Rolle. Es wird deshalb angenommen, dass die Fixationdisparität möglicherweise einen Hinweis für die Insuffizienz bifovealer Fixation darstellt.
In der Optometrie hat sich ein ähnlicher Terminus etabliert, Fixationsdisparation, der in der DIN 5340-1998-04 definiert ist, sich jedoch auf nur eine einzige Messmethode und deren Ergebnisse bezieht, die sogenannte Mess- und Korrektionsmethodik nach Hans-Joachim Haase (MKH). Gleichwohl werden die Begriffe häufig synonym verwendet.

## Untersuchung
Zur Bestimmung der Fixationsdisparität ist es erforderlich, dem Probanden an einem speziellen Untersuchungsgerät (Haploskop) ein Fusionsbild und gleichzeitig jedem Auge getrennt eine Fixiermarke darzubieten. Dies geschieht am besten mit so genannten Nonius-Strichen. Die Striche können vom Patienten horizontal gegeneinander verschoben werden und müssen nun so ausgerichtet werden, dass sie exakt übereinander stehen beziehungsweise eine durchgehende Linie bilden. Bei normalem Binokularsehen wird die Versuchsperson die beiden Striche ohne eine erkennbare Abweichung übereinander platzieren. Der Untersucher wird nun mittels Vorhalten eines Prismas eine fusionale Vergenzbewegung auslösen und die Nonius-Striche erneut übereinander schieben lassen. Hierbei wird nun eine Abweichung der für den Probanden subjektiv übereinander liegenden Linien von der tatsächlichen, objektiven Lage der Striche sichtbar. Die Linien verschieben sich gegeneinander mit dem Ergebnis, dass die durch das Prisma notwendige Ausgleichsbewegung ihr Ziel nicht in dem geforderten Umfang erreicht hat. Die Gesichtslinien schneiden sich entweder vor oder hinter dem Fixierobjekt, wobei die Fixationsdisparität ihrer objektiven Abweichung entspricht.
Mit dem Prisma kann zu dessen Kompensation sowohl eine fusionale Konvergenz, als auch Divergenzbewegung ausgelöst werden. Auch die Prüfung bei vertikaler Ausrichtung ist möglich. Der Zusammenhang zwischen Fixationsdisparität und der prismatischen Belastung der Vergenz lässt sich in Diagrammen und so genannten Fixationsdisparitätskurven darstellen.

## Bedeutung
Geht man davon aus, dass Vergenzbewegungen als Regelsystem stets das Ziel haben, eine bifoveale Fixation aufrechtzuerhalten, so stellt die Fixationsdisparität die Grenzen dar, ab denen dieses Ziel unter dem Einfluss bestimmter Störfaktoren (fusionale Belastung durch Vorgabe von Prismen) nicht mehr erreicht werden kann. Bis in bestimmte Bereiche einer Prismenbelastung können diese zwar ausgeglichen werden. Darüber hinaus wird sich jedoch eine entsprechende Eso- oder Exodisparität einstellen.
Besteht gleichzeitig eine Heterophorie, so zeigen sich im Vergleich zu Orthophoren gewisse Anomalien. Zum einen kommt es hierbei vor, dass eine Fixationsdisparität bereits ohne Prismenbelastung vorhanden ist (Ruhedisparität), die jedoch unter Vorhalten von Prismen verschwindet. In diesem Fall liegt eine so genannte fakultative Mikroanomalie vor. Diese gestattet zwar eine exakte zentrale Fusion, gibt diese jedoch unter der bereits durch die Heterophorie bestehende Belastung wieder auf. Zum anderen tritt eine Fixationsdisparität ohne Prismenbelastung auf, die jedoch auch unter Vorgabe von Prismen nicht verschwindet. In diesem Falle spricht man von einer obligaten Fixationsdisparität. Auswertungen der Fixationsdisparitätskurven verdeutlichen, dass in diesem Fall das Zusammenspiel von motorischer und sensorischer Fusion gestört und eine präsize zentrale Fusion nicht möglich ist. Konsequenterweise bedeutet dies auch, dass Heterophorien mit obligater Fixationsdisparität nicht dauerhaft durch Prismen auszugleichen sind.
Bei der Untersuchung von spezifischen Beschwerden wie Asthenopie kommt den Vergenzstörungen eine besondere Rolle zu. Insbesondere unter arbeitsmedizinischen Gesichtspunkten (Naharbeit, Bildschirmtätigkeit etc.) wird hier nach Lösungen und Behandlungsansätzen gesucht. Von entscheidender Bedeutung ist hierbei auch die Wahl der Prüf- und Testverfahren, die unterschiedliche Ergebnisse bei der Beurteilung von Fixationsdisparität und Heterophorie geben können.